# Markham (Washington)
Markham az Amerikai Egyesült Államok északnyugati részén, Washington állam Grays Harbor megyéjében elhelyezkedő statisztikai település. A 2010. évi népszámlálási adatok alapján 111 lakosa van.

## Népesség
A település népességének változása:
| Lakosok száma | 95   | 111  | 119  |
|               | 2000 | 2010 | 2020 |